# Richmond (KwaZoeloe-Natal)
Richmond (officieel Richmond Local Municipality) is een gemeente in het Zuid-Afrikaanse district Umgungundlovu.
Richmond ligt in de provincie KwaZoeloe-Natal en telt 65.793 inwoners.

## Hoofdplaatsen
Het nationaal instituut voor de statistiek, Stats SA, deelt sinds de census 2011 deze gemeente in in 19 zogenaamde hoofdplaatsen (main place):
Embuthweni • Hopewell • Inkumane • Kupholeni • KwaCebelele • KwaMagoda • KwaNkukhu • Mbila • Mpofana • Ndaleni • Ngqokweni • Ngqulu • Richmond • Richmond NU • Shiyamphahla • Siyathuhuka • St Bernard's Mission • Thornville • Umgwenya.